# محمود عبد العزيز
محمود عبد العزيز (4 يونيو 1946 – 12 نوفمبر 2016) هو ممثل مصري. كان أحد أكثر النجوم تنوعًا وحضورًا في السينما والدراما المصرية عبر العقود. بدأ في السبعينيات بأدوار رومانسية وشبابية، قبل أن يصبح نجمًا بارزًا في الثمانينيات بأفلام جمعت بين الكوميديا والدراما الاجتماعية مثل الكيف، والشقة من حق الزوجة. في أواخر الثمانينيات وبداية التسعينيات، رسّخ مكانته كرمز للدراما الوطنية من خلال مسلسل رأفت الهجان، بينما قدّم أدوارًا أكثر نضجًا وتعقيدًا في الألفية الجديدة مثل عبد الملك زرزور في إبراهيم الأبيض. تميّز بأداء طبيعي وسلس جعله يحصد الكثير من الجوائز.

## النشأة
وُلد محمود عبد العزيز في 4 يونيو 1946 في حي الورديان غرب مدينة الإسكندرية، وكان ينتمي إلى أسرة متوسطة، تعلم في مدارس الحي إلى أن انتقل إلى كلية الزراعة جامعة الإسكندرية وهناك بدأ يمارس هواية التمثيل من خلال فريق المسرح بكلية الزراعة، حتى حصل على درجة البكالوريوس ثم درجة الماجستير في تربية النحل.

## مسيرته الفنية
بدأت مسيرته الفنية من خلال مسلسل «الدوامة» في بداية السبعينيات حين أسند له المخرج نور الدمرداش دوراً في المسلسل مع محمود ياسين ونيللي، ومع السينما من خلال فيلم «الحفيد» أحد كلاسيكيات السينما المصرية (1974)، وبدأت رحلته مع البطولة منذ عام 1975 عندما قام ببطولة فيلم «حتى آخر العمر».
في خلال 6 سنوات قام ببطولة 25 فيلماً سينمائياً، وخلال تلك الفترة ظل يقدم الأدوار المرتبطة بالشباب والرومانسية والحب والمغامرات. منذ عام 1982 بدأ بالتنويع في أدواره، فقدم فيلم «العار» ورسخ محمود عبد العزيز نجوميته بعد هذا الفيلم، ونوع أكثر في أدواره فقدم دور الأب في «العذراء والشعر الأبيض». وفي فيلم تزوير في أوراق رسمية، ثم دور عميل المخابرات المصرية والجاسوس في فيلم «إعدام ميت»، وقدم شخصيات جديدة في أفلام الصعاليك والكيف الذي حظي بنجاح جماهيري كبير.
في عام 1987 قدم فيلماً من أهم أفلامه وهو البريء، وفي منتصف الثمانينيات تقريباً قدم دوراً من الأدوار الهامة في حياته الفنية وهو دور رأفت الهجان في المسلسل التليفزيوني الذي يحمل نفس الاسم وهو من ملفات المخابرات المصرية. بلغ عدد أفلامه نحو 84 فيلماً، قام فيها بدور البطولة. وقد تنوعت هذه الأفلام ما بين الرومانسية الكوميديا والواقعية.
في عام 2004 م قدم محمود عبد العزيز للشاشة الصغيرة المسلسل التلفزيوني محمود المصري والذي جسد فيه شخصية أحد كبار رجال الأعمال الذين بدؤوا رحلتهم مع النجاح من الإسكندرية.

## أعماله

### في التلفزيون
| سنة الإنتاج | المسلسل                    | الشخصية                                                      |
| ----------- | -------------------------- | ------------------------------------------------------------ |
| 1972        | كلاب الحراسة               |                                                              |
| 1973        | الدوامة                    | إبراهيم                                                      |
| 1976        | شجرة اللبلاب               | حسني                                                         |
| 1976        | الهاربان                   |                                                              |
| 1977        | لقيطة                      | الدكتور جلال                                                 |
| 1980        | مبروك جالك ولد             | محمود                                                        |
| 1980        | ابتسامة بين الدموع         | كمال                                                         |
| 1982        | عاشت مرتين                 | يوسف                                                         |
| 1982        | الإنسان والمجهول           | عرفان سليم زهران                                             |
| 1987        | البشاير                    | أبو المعاطي شمروخ                                            |
| 1988        | رأفت الهجان                | رأفت الهجان ليفي كوهين ياكوف بنيامين حنانيا ديفيد شارل سمحون |
| 1990        | رأفت الهجان - الجزء الثاني | رأفت الهجان ديفيد شارل سمحون                                 |
| 1992        | رأفت الهجان - الجزء الثالث | رأفت الهجان ديفيد شارل سمحون                                 |
| 2004        | محمود المصري               | محمود المصري                                                 |
| 2012        | باب الخلق                  | محفوظ زلطة                                                   |
| 2014        | جبل الحلال                 | منصور أبو هيبة                                               |
| 2016        | راس الغول                  | فضل الغول درويش الكتيان                                      |

### في المسرح
| سنة الإنتاج | المسرحية  | الشخصية              |
| ----------- | --------- | -------------------- |
| 1974        | لوليتا    |                      |
| 1986        | خشب الورد |                      |
| 1994        | ٧٢٧       | د. عبد المجيد المصري |

### في السينما
| سنة الإنتاج | الفيلم                  | الشخصية                     |
| ----------- | ----------------------- | --------------------------- |
| 1974        | غابة من السيقان         | أيمن                        |
| 1975        | الحفيد                  | جلال                        |
| 1975        | يوم الأحد الدامي        | مراد                        |
| 1975        | حتى آخر العمر           | أحمد عبد المجيد             |
| 1976        | حب على شاطئ ميامي       | في فرقة التلفزيون           |
| 1976        | وجها لوجه               | رفعت                        |
| 1977        | البنت الحلوة الكدابة    | عادل                        |
| 1977        | خطايا الحب              | مدحت                        |
| 1977        | كفاني يا قلب            | الضابط أمين                 |
| 1977        | طائر الليل الحزين       | عادل عزام                   |
| 1977        | ابنتي والذئب            | محمود                       |
| 1977        | الشياطين                | فكري                        |
| 1977        | مع حبي وأشواقي          | حمدي                        |
| 1978        | امرأة في دمي            | عمر بدر الدين               |
| 1978        | ضاع العمر يا ولدي       | سمير                        |
| 1978        | عيب يا لولو يا لولو عيب | سلامة عبد الحميد            |
| 1978        | وادي الذكريات           | وليد                        |
| 1978        | امرأة بلا قلب           | علاء عادل                   |
| 1978        | شباب يرقص فوق النار     | علاء                        |
| 1978        | حساب السنين             | عماد متولي حسين             |
| 1978        | شيطان الجزيرة           | الضابط ممدوح كوستا علي بابا |
| 1978        | شفيقة ومتولي            | دياب                        |
| 1978        | قلوب في بحر الدموع      | حسام وجدي                   |
| 1979        | ولا يزال التحقيق مستمرا | مدحت                        |
| 1979        | المتوحشة                | أشرف                        |
| 1979        | أقوى من الأيام          | إسماعيل                     |
| 1979        | عشاق تحت العشرين        | عادل                        |
| 1980        | المتهم                  | علي                         |
| 1980        | الدرب الأحمر            | كمال متولي                  |
| 1980        | الأبالسة                | جلال الموجي                 |
| 1980        | حب لا يرى الشمس         | د. أحمد                     |
| 1980        | البنات عايزة إيه        | كمال                        |
| 1980        | X علامة معناها الخطأ    | رمزي                        |
| 1981        | أنا في عينيه            | عادل عبد الجواد             |
| 1981        | وداعا للعذاب            | صلاح                        |
| 1982        | الخبز المر              | سالم                        |
| 1982        | ليال                    | الصحفي جلال                 |
| 1982        | وكالة البلح             | عبدون                       |
| 1982        | المعتوه                 | أحمد رشدي                   |
| 1982        | إعدام طالب ثانوي        | طارق فتحي                   |
| 1982        | العار                   | د. عادل                     |
| 1983        | مملكة الهلوسة           | كامل                        |
| 1983        | العذراء والشعر الأبيض   | مدحت                        |
| 1983        | نص أرنب                 | يوسف عبد الجواد             |
| 1983        | درب الهوى               | صالح                        |
| 1983        | السادة المرتشون         | فتحي                        |
| 1984        | بناتنا في الخارج        | د. شريف سامح                |
| 1984        | فقراء لا يدخلون الجنة   | أحمد                        |
| 1984        | تزوير في أوراق رسمية    | كامل أبو المجد              |
| 1984        | لك يوم يا بيه           | ممدوح                       |
| 1984        | أرجوك أعطني هذا الدواء  | رفعت عزمي                   |
| 1984        | ولكن شيئا ما يبقى       | عزيز محمد مطر               |
| 1984        | بيت القاصرات            | أمين                        |
| 1985        | الشقة من حق الزوجة      | سمير                        |
| 1985        | الصعاليك                | صلاح                        |
| 1985        | إعدام ميت               | منصور مساعد الطوبي عز الدين |
| 1985        | عفوا أيها القانون       | د. علي عبد القوي            |
| 1985        | الكيف                   | جمال أبو العزم              |
| 1985        | المجنونة                | سيف الحديدي                 |
| 1985        | الطوفان                 | أبو الفتوح                  |
| 1986        | البريء                  | العقيد توفيق شركس           |
| 1986        | الجوع                   | الفتوة فرج الجبالي          |
| 1986        | الحدق يفهم              | جابر المندوه                |
| 1987        | الرجل يحب مرتين         | شريف                        |
| 1987        | سكة الندامة             | طارق                        |
| 1987        | أبناء وقتلة             | شيخون سليمان المنياوي       |
| 1987        | السادة الرجال           | أحمد عبد العال              |
| 1987        | خليل بعد التعديل        | خليل إبراهيم أبو نفيسه      |
| 1987        | جري الوحوش              | عبد القوي شديد              |
| 1988        | نهر الخوف               | عبد الرحمن كامل علي         |
| 1988        | سمك لبن تمر هندي        | أحمد سبانخ                  |
| 1989        | يا عزيزي كلنا لصوص      | مرتضى السلاموني             |
| 1989        | الدنيا على جناح يمامة   | رضا رشدي المجنون بلحة       |
| 1990        | سيداتي آنساتي           | محمود عبد البديع            |
| 1991        | أبو كرتونة              | عايش سعيد أبو كرتونة        |
| 1991        | قانون إيكا              | حسين مرسي                   |
| 1991        | الكيت كات               | الشيخ حسني                  |
| 1992        | فخ الجواسيس             | محيي                        |
| 1992        | دنيا عبد الجبار         | عبد الجبار القناوي          |
| 1993        | ثلاثة على الطريق        | محمود                       |
| 1994        | خلطبيطة                 | إحسان ضرغام النمر           |
| 1994        | زيارة السيد الرئيس      | على الله                    |
| 1995        | البحر بيضحك ليه         | حسين                        |
| 1996        | الجنتل                  | رشاد الجنتل                 |
| 1997        | القبطان                 | القبطان                     |
| 1998        | هارمونيكا               | شاهين                       |
| 2000        | النمس                   | سعيد النمس                  |
| 2000        | سوق المتعة              | أحمد حبيب أبو المحاسن       |
| 2000        | الساحر                  | منصور بهجت                  |
| 2002        | رحلة مشبوهة             | صلاح                        |
| 2008        | ليلة البيبي دول         | حسام                        |
| 2009        | إبراهيم الأبيض          | عبد الملك زرزور             |

### في الإذاعة
| سنة الإنتاج | المسلسل               | الشخصية   |
| ----------- | --------------------- | --------- |
|             | شلبي فوق السحاب       | شلبي      |
| 1987        | الدنيا على جناح يمامة | رضا       |
| 2001        | سجين الزوجية          | حسين      |
| 2010        | بابا زعيم عصابة       | حسين دبوس |
| 2016        | العملية صهللة         | سيد صهللة |

## الجوائز
حصل محمود عبد العزيز على العديد من الجوائز السينمائية من مختلف المهرجانات الدولية والمحلية من أهمها:
- جائزة أحسن ممثل عن أفلام «الكيت كات»، «القبطان»، «الساحر» من مهرجان دمشق السينمائي الدولي.
- جائزة أحسن ممثل عن فيلم «سوق المتعة» من مهرجان القاهرة السينمائي الدولي.
- جائزة أحسن ممثل عن فيلم «الكيت كات» من مهرجان الإسكندرية السينمائي الدولي.
- جائزة أحسن ممثل مشاركة مع الفنان عمار محمد حسان. في فيلم الليالي المقمرة

## وفاته
توفي في يوم السبت 12 نوفمبر 2016 بعد صراع مع مرض السرطان عن عمر يناهز 70 عامًا، ودُفن بمقابر أم جبيبة في حي الورديان بالقرب من منزله الذي تربّى فيه.

## روابط خارجية
- محمود عبد العزيز على موقع IMDb (الإنجليزية)
- محمود عبد العزيز على موقع الدهليز
- محمود عبد العزيز على موقع قاعدة بيانات الأفلام العربية
- محمود عبد العزيز على موقع قاعدة بيانات الفيلم (الإنجليزية)